# アイリッシュチャンピオンズフェスティバル
アイリッシュチャンピオンズフェスティバル（Irish Champions Festival）とは、毎年9月第2土・日曜日にアイルランドのレパーズタウン競馬場とカラ競馬場で開催される10つの重賞競走の開催日、および総称である。

## 歴史
- 2014年
  - 「アイリッシュチャンピオンズウィークエンド」の名称で創設。
- 2015年
  - フライングファイブステークスが国際G2に格上げ。[1]
  - ブーメランマイルがブーメランステークスに改名。
  - ジュベナイルターフステークスがチャンピオンズジュベナイルステークスに改名。
- 2017年
  - カラ競馬場の改修工事に伴い、2019年まで入場制限を実施。[2]
- 2018年
  - フライングファイブステークスが国際G1に格上げ。[3]
  - チャンピオンズジュベナイルステークスが国際G2に格上げ。[4]
- 2020年
  - 新型コロナウイルス (COVID-19)感染拡大の影響のため、「無観客競馬」として実施。[5]
  - ブーメランステークスがソロナウェイステークスに改名。
- 2023年
  - 名称が「アイリッシュチャンピオンズフェスティバル」に変更される。[6]

## 実施される競走一覧

### 1日目
| 施行順  | 競走名                               | 競走格 | 出走条件    | 施行コース | 賞金総額     |
| ------- | ------------------------------------ | ------ | ----------- | ---------- | ------------ |
| 第1競走 | インガベルステークス                 | L      | 2歳牝馬     | 芝7f72yd   | 9.4万ユーロ  |
| 第2競走 | チャンピオンズジュベナイルステークス | G2     | 2歳         | 芝1mi      | 14.1万ユーロ |
| 第3競走 | メイトロンステークス                 | G1     | 3歳以上牝馬 | 芝1mi      | 37.6万ユーロ |
| 第4競走 | アイリッシュチャンピオンステークス   | G1     | 3歳以上     | 芝10f      | 115万ユーロ  |
| 第5競走 | ソロナウェイステークス               | G2     | 3歳以上     | 芝1mi      | 18.8万ユーロ |
| 第6競走 | キルターナンステークス               | G3     | 3歳以上     | 芝12f      | 9.4万ユーロ  |
| 第7競走 | ペティンゴハンデキャップ             | PrH    | 3歳以上     | 芝12f180yd | 14.1万ユーロ |
| 第8競走 | ソヴリンパスハンデキャップ           | PrH    | 3歳以上     | 芝7f72yf   | 14.1万ユーロ |

### 2日目
| 施行順  | 競走名                                                       | 競走格 | 出走条件    | 施行コース | 賞金総額     |
| ------- | ------------------------------------------------------------ | ------ | ----------- | ---------- | ------------ |
| 第1競走 | ボールドラッドスプリントハンデキャップ                       | PrH    | 3歳以上     | 芝6f       | 14.1万ユーロ |
| 第2競走 | ブランドフォードステークス                                   | G2     | 3歳以上牝馬 | 芝10f      | 18.8万ユーロ |
| 第3競走 | フライングファイブステークス                                 | G1     | 3歳以上     | 芝5f       | 37.6万ユーロ |
| 第4競走 | モイグレアスタッドステークス                                 | G1     | 2歳牝馬     | 芝7f       | 37.6万ユーロ |
| 第5競走 | ヴィンセントオブライエンステークス                           | G1     | 2歳牡・牝馬 | 芝7f       | 37.6万ユーロ |
| 第6競走 | アイリッシュセントレジャー                                   | G1     | 3歳以上     | 芝14f      | 55.2万ユーロ |
| 第7競走 | タタソールズアイルランドスーパーオークションセールステークス |        | 2歳         | 芝6f63yd   | 27.5万ユーロ |
| 第8競走 | ノースフィールズハンデキャップ                               | PrH    | 3歳以上     | 芝10f      | 14.1万ユーロ |